# Vinotonus
Vinotonus est un dieu de la mythologie celtique dont on sait peu de chose. Seuls quatre autels dédiés à Vinotonus ont été trouvés, tous sur les brandes du Yorkshire, près d'un Castra à Bowes. Comme c'est commun dans la mythologie celtique, il est possible que Vinotonus ait été une divinité locale du Yorkshire. Son nom peut signifier «Dieu des vignes», et on estime qu'il a peut-être été adoré de l'an 1 jusqu'à environ au Ve siècle.
Les Romains considéraient Vinotonus comme un équivalent de Silvanus par syncrétisme et pensaient qu'il était un dieu du désert. En effet, il était commun pour les Romains d'attribuer aux divinités locales des Celtes les noms des dieux populaires romains. Silvanus est aussi assimilé au dieu celtique Cocidius, dont on sait peu de chose, et au dieu Nodens. Il est possible que de nombreuses divinités celtiques locales de la nature aient été regroupées sous le nom de Silvanus par les Romains, comme c'est le cas avec Vinotonus.

### Pages connexes
- Religion celtique